# Ute (Nibelungen)

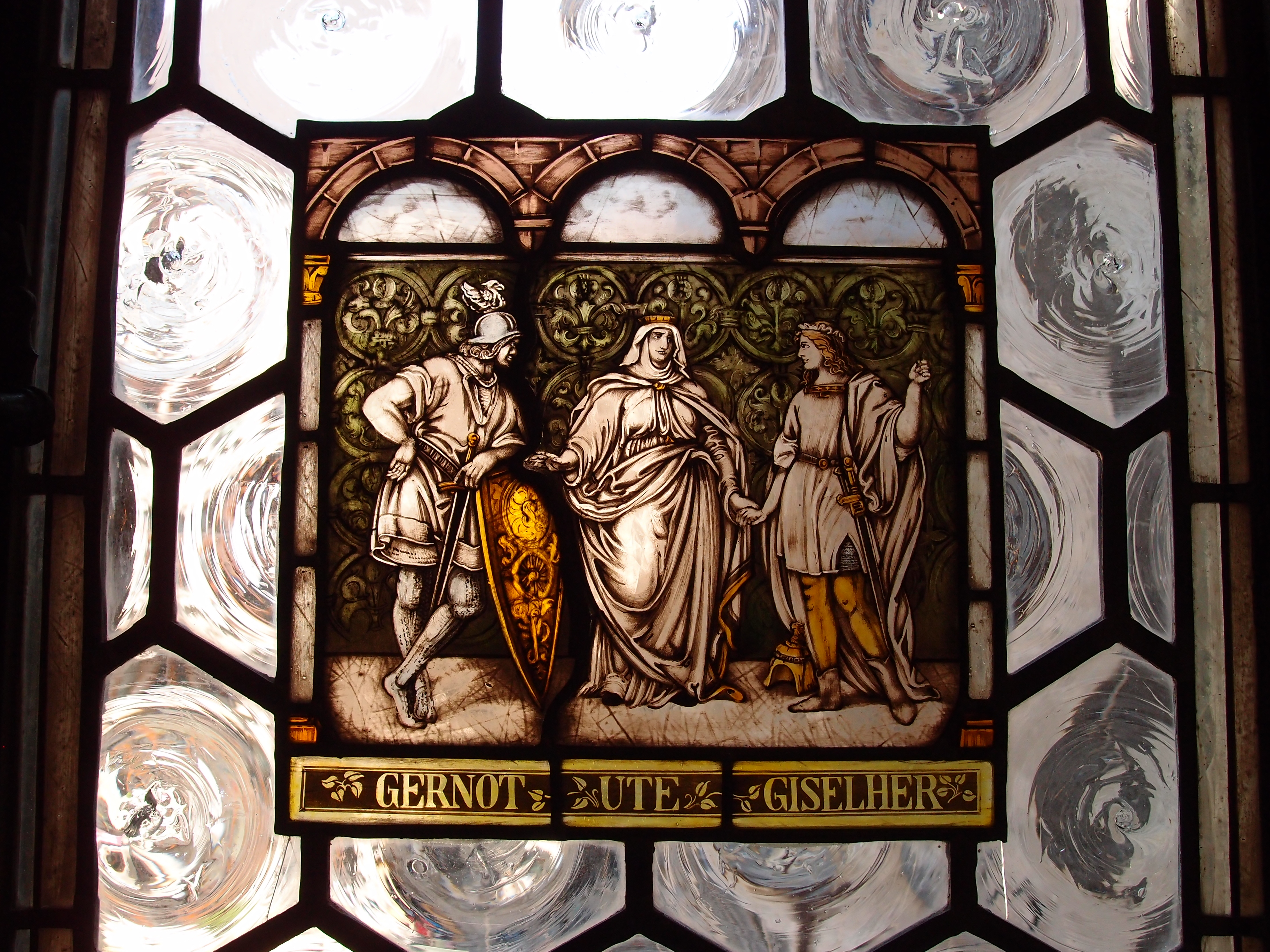
Darstellung der Ute in einem Glasfenster im Münchner Rathaus.

Ute (mhd.: Uote) ist eine Figur aus dem mittelhochdeutschen Nibelungenlied und der Nibelungenklage. In der auf niederdeutschen Traditionen basierenden Thidrekssaga lautet ihr Name Oda, in anderen nordischen Versionen der Sage Grimhild.
Sie ist die Mutter von Kriemhild, Gunther, Gernot und Giselher, den Königen der Burgunden. Ihr Gatte heißt Dankrat (Nibelungenlied) oder Aldrian (Thidrekssaga). Bischof Pilgrim von Passau ist im Nibelungenlied und der Nibelungenklage ihr Bruder. In der Thidrekssaga ist Högni ihr Sohn aus der Vergewaltigung durch einen Alben.
Zu Eingang des Nibelungenlieds deutet sie einen Traum ihrer Tochter Kriemhild. Die Textstelle nimmt den weiteren Verlauf der Handlung vorweg:
Den troum si dô sagete ir muoter Uoten.
sine kundes niht bescheiden baz der guoten:
„der valke den du ziuhest, daz ist ein edel man:
in welle got behüeten, du muost ihn schiere vloren hân.“ (Str. 14)
In neuhochdeutscher Übersetzung:
Den Traum sie da sagte ihrer Mutter Uten.
Die konnte nicht besser deuten ihn der guten:
„Der Falke, den du ziehest, das ist ein edler Mann:
Ihn wolle Gott behüten; sonst ist es bald um ihn getan.“
Nach Siegfrieds Tod überredet Ute Kriemhild zum Verbleib bei den Burgundern. Wegen ihrer bösen Träume warnt sie später ihre Söhne vergeblich vor der Reise zu Etzels Hof. Ute stiftet – so das Nibelungenlied – nach dem Tod ihres Gatten Dankrat das Kloster Lorsch, wo sie aus Kummer über den Untergang der Burgunder stirbt (Nibelungenklage).

## Grimhild in der nordischen Überlieferung
In der Snorra-Edda und der Völsungensaga heißt die entsprechende Figur Grimhild (altnord. Grimhildr) und ihr Mann König Gjuki. Ihre Kinder sind Gunnar (Gunther), Högni (Hagen), Gudrun (Kriemhild) und Gutthorm, der Mörder Sigurds. Snorri Sturluson nennt noch eine zweite Tochter Gudny und bezeichnet Gotthorm als Gjukis Stiefsohn.
In der Völsungensaga verabreicht Grimhild Sigurd einen Zaubertrank, der bewirkt, dass er Brynhild vergisst und stattdessen Gudrun heiratet. Grimhild ist es auch, die Sigurd dazu verleitet, in Gunnars Gestalt die Waberlohe zu durchqueren, damit Brynhild sich zur Ehe mit Gunnar bereiterklärt. Nachdem Brynhild den Betrug entdeckt hat, veranlasst sie Sigurds Ermordung und stürzt sich selbst in seinen Scheiterhaufen. Grimhild stiftet danach Frieden zwischen ihren Söhnen und Gudrun und überredet diese zur Ehe mit Brynhilds Bruder Atli, obwohl Gudrun ahnt, dass dieser ihre Brüder töten wird. Das weitere Schicksal Grimhilds bleibt offen.